# Volta a Espanya de 2023
La Volta a Espanya de 2023 fou la 78a edició de la Volta a Espanya. La cursa tingué una durada de 3 setmanes amb inici el 25 d'agost de 2023 a Barcelona i final a Madrid el 17 de setembre. Aquesta edició passà per parts d'Andorra i França. És el 30è esdeveniment de l'UCI World Tour 2023.
La Volta fou guanyada per l'estatunidenc Sepp Kuss, del Team Jumbo-Visma, equip que també fou vencedor en la classificació per equips. Al podi l'acompanyaren dos companys de l'equip: Jonas Vingegaard, amb una diferència de 17 segons, i Primož Roglič, qui fou tercer amb una diferència de 1 minut i 8 segons respecte Kuss. Amb aquesta victòria, l'equip neerlandès s'emportà, en un mateix any, la classificació general de les tres Grans Voltes, després que Roglič vencés en el Giro d'Itàlia i Vingegaard al Tour de França. Kaden Groves fou el vencedor de la classificació per punts, Remco Evenepoel del Gran Premi de la muntanya i Juan Ayuso de la classificació dels joves. Evenepoel també guanyà el Premi de la combativitat.
Un fet destacable d'aquella edició fou la polèmica generada per l'inici de la de competició a Catalunya, i més concretament a Barcelona, una decisió mai vista abans. La mesura fou interpretada per forces sobiranistes catalanes com a una provocació del nacionalisme espanyol i entitats com l'Assemblea Nacional Catalana (ANC), Òmnium Cultural i els Comitès de Defensa de la República (CDR) convocaren a mobilitzacions de rebuig. L'endemà de l'inici, el 26 d'agost al matí, la Policia espanyola detingué al quatre independentistes osonencs al Solsonès, acusats de voler boicotejar la prova amb el llançament d'uns bidons plens d'oli de motor. Després de passar dues nits a la presó de la Verneda, les seves cases escorcollades i els seus ordinadors requisats, passaren a disposició judicial. El 28 d'agost, als jutjats de Solsona, les diligències del sumari foren declarades secretes, mentre que a l'exterior s'hi cobregaren partidaris, en concentracions de suport, amb crits de «Llibertat detinguts» i «Fora les forces d'ocupació». Si bé el jutjat de guàrdia de Solsona els deixà en llibertat provisional, la causa es mantingué oberta amb acusacions contra la seguretat viària, el medi ambient, pertinença a grup criminal i desordres públics. Tanmateix, l'Audiència Nacional espanyola, a instàncies de la fiscalia, arxivà el cas per manca de concurrència d'indicis d'un acte de terrorisme, una postura de la qual discrepà el seu magistrat instructor Joaquín Gadea, defensor d'incloure'l en el sumari de l'Operació Judes, la causa judicial que vincula militància dels CDR amb presumptes actes de terrorisme. Malgrat les detencions, el 27 d'agost, al tram de la baixada del coll d'Estenalles, al Bages, aparegueren nombroses xinxetes a la calçada que provocaren punxades en una quinzena de ciclistes.
La cançó d'aquesta edició fou "Corazón sin salida" d'Estopa.

## Equips
Un total de 22 equips participaren a la cursa. Els 18 equips WorldTeams estan automàticament invitats i els altres quatre equips són els dos millors UCI ProTeams del 2022 (Lotto Dstny i Team TotalEnergies) i dos equips invitats per l'organització (Burgos BH i Caja Rural-Seguros RGA). Els equips van ser anunciats el 8 de març de 2023.
| WorldTeams (18)- AG2R Citroën Team - Alpecin-Deceuninck - Arkéa-Samsic - Astana Qazaqstan Team - Bahrain Victorious - Bora-Hansgrohe - Team Jayco AlUla - Cofidis - Team DSM-Firmenich - EF Education-EasyPost - Groupama-FDJ - Ineos Grenadiers - Intermarché-Circus-Wanty - Jumbo-Visma - Movistar Team - Soudal Quick-Step - Lidl-Trek - UAE Team Emirates ProTeams (4)- Burgos-BH - Caja Rural-Seguros RGA - Lotto Dstny - TotalEnergies |
| |

## Etapes
Es correren un total de 3,153.8 kilòmetres, repartits entre 21 etapes.
| Etapa     | Data      | Ciutats d'etapa                      | type                      | Distància (km) | Desnivell (m) | Vencedor de l'etapa        | Líder de la general |
| --------- | --------- | ------------------------------------ | ------------------------- | -------------- | ------------- | -------------------------- | ------------------- |
| 1a etapa  | 26 de ago | Barcelona – Barcelona                | contrarellotge per equips | 14,8           | 66 m          | Team DSM-Firmenich         | Lorenzo Milesi      |
| 2a etapa  | 27 de ago | Mataró – Barcelona                   | etapa accidentada         | 181,8          | 2.619 m       | Andreas Kron               | Andrea Piccolo      |
| 3a etapa  | 28 de ago | Súria – Arinsal                      | etapa de muntanya         | 158,5          | 3.486 m       | Remco Evenepoel            | Remco Evenepoel     |
| 4a etapa  | 29 de ago | Andorra la Vella – Tarragona         | etapa accidentada         | 183,6          | 1.798 m       | Kaden Groves               | Remco Evenepoel     |
| 5a etapa  | 30 de ago | Morella – Borriana                   | etapa accidentada         | 186,2          | 2.384 m       | Kaden Groves               | Remco Evenepoel     |
| 6a etapa  | 31 de ago | la Vall d'Uixó – Javalambre          | etapa de muntanya         | 183,1          | 3.976 m       | Sepp Kuss                  | Lenny Martinez      |
| 7a etapa  | 1 de set  | Utiel – Oliva                        | etapa plana               | 200,8          | 987 m         | Geoffrey Soupe             | Lenny Martinez      |
| 8a etapa  | 2 de set  | Dénia – Xorret de Catí               | etapa de muntanya         | 165            | 3.611 m       | Primož Roglič              | Sepp Kuss           |
| 9a etapa  | 3 de set  | Cartagena – Caravaca de la Cruz      | etapa de muntanya         | 184,5          | 2.972 m       | Lennard Kämna              | Sepp Kuss           |
| 10a etapa | 5 de set  | Valladolid – Valladolid              | contrarellotge individual | 25,8           | 112 m         | Filippo Ganna              | Sepp Kuss           |
| 11a etapa | 6 de set  | Lerma – Laguna Negra                 | etapa de mitja muntanya   | 163,2          | 2.215 m       | Jesús Herrada López        | Sepp Kuss           |
| 12a etapa | 7 de set  | Ólvega – Saragossa                   | etapa plana               | 150,6          | 888 m         | Sebastián Molano Benavides | Sepp Kuss           |
| 13a etapa | 8 de set  | Aramón Formigal – Coll del Tourmalet | etapa de muntanya         | 134,7          | 4.282 m       | Jonas Vingegaard           | Sepp Kuss           |
| 14a etapa | 9 de set  | Sauvatèrra de Biarn – Larra-Belagua  | etapa de muntanya         | 156,2          | 4.655 m       | Remco Evenepoel            | Sepp Kuss           |
| 15a etapa | 10 de set | Pamplona – Lekunberri                | etapa de mitja muntanya   | 158,3          | 2.331 m       | Rui Alberto Faria da Costa | Sepp Kuss           |
| 16a etapa | 12 de set | Liencres – Bejes                     | etapa de mitja muntanya   | 120,1          | 2.089 m       | Jonas Vingegaard           | Sepp Kuss           |
| 17a etapa | 13 de set | Ribadesella – L'Angliru              | etapa de muntanya         | 124,4          | 3.303 m       | Primož Roglič              | Sepp Kuss           |
| 18a etapa | 14 de set | Pola de Allande – Cruz de Llinares   | etapa de muntanya         | 178,9          | 4.624 m       | Remco Evenepoel            | Sepp Kuss           |
| 19a etapa | 15 de set | La Bañeza – Íscar                    | etapa plana               | 177,1          | 935 m         | Alberto Dainese            | Sepp Kuss           |
| 20a etapa | 16 de set | Manzanares el Real – Guadarrama      | etapa de mitja muntanya   | 207,8          | 4.330 m       | Wout Poels                 | Sepp Kuss           |
| 21a etapa | 17 de set | Hipòdrom de la Zarzuela – Madrid     | etapa plana               | 101,1          | 854 m         | Kaden Groves               | Sepp Kuss           |

## Classificacions finals

### Classificació general
| \| Classificació general \| Classificació general \| Classificació general \| Classificació general \| Classificació general \| \| Corredor \| Corredor \| Equip \| Temps \| \| \| --------------------- \| ------------------------- \| --------------------- \| --------------------- \| --------------------- \| \| 1r \| Sepp Kuss \| Jumbo-Visma \| 76h 48' 21" \| \| \| 2n \| Jonas Vingegaard \| Jumbo-Visma \| + 17" \| \| \| 3r \| Primož Roglič \| Jumbo-Visma \| + 1' 08" \| \| \| 4t \| Juan Ayuso Pesquera \| UAE Team Emirates \| + 3' 18" \| \| \| 5è \| Mikel Landa Meana \| Bahrain Victorious \| + 3' 37" \| \| \| 6è \| Enric Mas Nicolau \| Movistar Team \| + 4' 14" \| \| \| 7è \| Aleksandr Vlàssov \| Bora-Hansgrohe \| + 7' 53" \| \| \| 8è \| Cian Uijtdebroeks \| Bora-Hansgrohe \| + 8' 00" \| \| \| 9è \| João Almeida \| UAE Team Emirates \| + 10' 08" \| \| \| 10è \| Santiago Buitrago Sánchez \| Bahrain Victorious \| + 11' 38" \| \| \| 11è \| Steff Cras \| TotalEnergies \| + 14' 04" \| \| \| 12è \| Remco Evenepoel \| Soudal Quick-Step \| + 16' 44" \| \| \| 13è \| Cristián Rodríguez Martín \| Arkéa-Samsic \| + 22' 13" \| \| \| 14è \| Marc Soler i Giménez \| UAE Team Emirates \| + 25' 21" \| \| \| 15è \| Wout Poels \| Bahrain Victorious \| + 31' 00" \| \| \| 16è \| Einer Rubio \| Movistar Team \| + 34' 49" \| \| \| 17è \| Juan Pedro López \| Lidl-Trek \| + 35' 47" \| \| \| 18è \| Antonio Tiberi \| Bahrain Victorious \| + 50' 13" \| \| \| 19è \| Damiano Caruso \| Bahrain Victorious \| + 53' 47" \| \| \| 20è \| Emanuel Buchmann \| Bora-Hansgrohe \| + 59' 02" \| \| |                           |                    |             |
| |                           |                    |             |
| Font: ProCyclingStats |                           |                    |             |
| Classificació general |                           |                    |             |
| Corredor | Corredor                  | Equip              | Temps       |
| 1r | Sepp Kuss                 | Jumbo-Visma        | 76h 48' 21" |
| 2n | Jonas Vingegaard          | Jumbo-Visma        | + 17"       |
| 3r | Primož Roglič             | Jumbo-Visma        | + 1' 08"    |
| 4t | Juan Ayuso Pesquera       | UAE Team Emirates  | + 3' 18"    |
| 5è | Mikel Landa Meana         | Bahrain Victorious | + 3' 37"    |
| 6è | Enric Mas Nicolau         | Movistar Team      | + 4' 14"    |
| 7è | Aleksandr Vlàssov         | Bora-Hansgrohe     | + 7' 53"    |
| 8è | Cian Uijtdebroeks         | Bora-Hansgrohe     | + 8' 00"    |
| 9è | João Almeida              | UAE Team Emirates  | + 10' 08"   |
| 10è | Santiago Buitrago Sánchez | Bahrain Victorious | + 11' 38"   |
| 11è | Steff Cras                | TotalEnergies      | + 14' 04"   |
| 12è | Remco Evenepoel           | Soudal Quick-Step  | + 16' 44"   |
| 13è | Cristián Rodríguez Martín | Arkéa-Samsic       | + 22' 13"   |
| 14è | Marc Soler i Giménez      | UAE Team Emirates  | + 25' 21"   |
| 15è | Wout Poels                | Bahrain Victorious | + 31' 00"   |
| 16è | Einer Rubio               | Movistar Team      | + 34' 49"   |
| 17è | Juan Pedro López          | Lidl-Trek          | + 35' 47"   |
| 18è | Antonio Tiberi            | Bahrain Victorious | + 50' 13"   |
| 19è | Damiano Caruso            | Bahrain Victorious | + 53' 47"   |
| 20è | Emanuel Buchmann          | Bora-Hansgrohe     | + 59' 02"   |

| Classificació per punts | Classificació per punts | Classificació per punts | Classificació per punts | Classificació per punts |
| Corredor                | Corredor                | Equip                   | Punts                   |                         |
| ----------------------- | ----------------------- | ----------------------- | ----------------------- | ----------------------- |
| 1r                      | Kaden Groves            | Alpecin-Deceuninck      | 315 pts                 |                         |
| 2n                      | Remco Evenepoel         | Soudal Quick-Step       | 236 pts                 |                         |
| 3r                      | Andreas Kron            | Lotto Dstny             | 167 pts                 |                         |
| 4t                      | Marc Soler i Giménez    | UAE Team Emirates       | 133 pts                 |                         |
| 5è                      | Jonas Vingegaard        | Jumbo-Visma             | 123 pts                 |                         |
| 6è                      | Filippo Ganna           | Ineos Grenadiers        | 119 pts                 |                         |
| 7è                      | Primož Roglič           | Jumbo-Visma             | 117 pts                 |                         |
| 8è                      | Marijn van den Berg     | EF Education-EasyPost   | 117 pts                 |                         |
| 9è                      | Sepp Kuss               | Jumbo-Visma             | 112 pts                 |                         |
| 10è                     | Juan Ayuso Pesquera     | UAE Team Emirates       | 105 pts                 |                         |

| Classificació per punts | Classificació per punts | Classificació per punts | Classificació per punts | Classificació per punts |
| Corredor                | Corredor                | Equip                   | Punts                   |                         |
| ----------------------- | ----------------------- | ----------------------- | ----------------------- | ----------------------- |
| 1r                      | Kaden Groves            | Alpecin-Deceuninck      | 315 pts                 |                         |
| 2n                      | Remco Evenepoel         | Soudal Quick-Step       | 236 pts                 |                         |
| 3r                      | Andreas Kron            | Lotto Dstny             | 167 pts                 |                         |
| 4t                      | Marc Soler i Giménez    | UAE Team Emirates       | 133 pts                 |                         |
| 5è                      | Jonas Vingegaard        | Jumbo-Visma             | 123 pts                 |                         |
| 6è                      | Filippo Ganna           | Ineos Grenadiers        | 119 pts                 |                         |
| 7è                      | Primož Roglič           | Jumbo-Visma             | 117 pts                 |                         |
| 8è                      | Marijn van den Berg     | EF Education-EasyPost   | 117 pts                 |                         |
| 9è                      | Sepp Kuss               | Jumbo-Visma             | 112 pts                 |                         |
| 10è                     | Juan Ayuso Pesquera     | UAE Team Emirates       | 105 pts                 |                         |

| Classificació de la muntanya | Classificació de la muntanya | Classificació de la muntanya | Classificació de la muntanya | Classificació de la muntanya |
| Corredor                     | Corredor                     | Equip                        | Punts                        |                              |
| ---------------------------- | ---------------------------- | ---------------------------- | ---------------------------- | ---------------------------- |
| 1r                           | Remco Evenepoel              | Soudal Quick-Step            | 135 pts                      |                              |
| 2n                           | Jonas Vingegaard             | Jumbo-Visma                  | 51 pts                       |                              |
| 3r                           | Michael Storer               | Groupama-FDJ                 | 39 pts                       |                              |
| 4t                           | Romain Bardet                | Team DSM-Firmenich           | 35 pts                       |                              |
| 5è                           | Primož Roglič                | Jumbo-Visma                  | 33 pts                       |                              |
| 6è                           | Sepp Kuss                    | Jumbo-Visma                  | 33 pts                       |                              |
| 7è                           | Damiano Caruso               | Bahrain Victorious           | 30 pts                       |                              |
| 8è                           | Andreas Kron                 | Lotto Dstny                  | 28 pts                       |                              |
| 9è                           | Eduardo Sepúlveda            | Lotto Dstny                  | 23 pts                       |                              |
| 10è                          | Jesús Herrada López          | Cofidis                      | 22 pts                       |                              |

| Classificació de la muntanya | Classificació de la muntanya | Classificació de la muntanya | Classificació de la muntanya | Classificació de la muntanya |
| Corredor                     | Corredor                     | Equip                        | Punts                        |                              |
| ---------------------------- | ---------------------------- | ---------------------------- | ---------------------------- | ---------------------------- |
| 1r                           | Remco Evenepoel              | Soudal Quick-Step            | 135 pts                      |                              |
| 2n                           | Jonas Vingegaard             | Jumbo-Visma                  | 51 pts                       |                              |
| 3r                           | Michael Storer               | Groupama-FDJ                 | 39 pts                       |                              |
| 4t                           | Romain Bardet                | Team DSM-Firmenich           | 35 pts                       |                              |
| 5è                           | Primož Roglič                | Jumbo-Visma                  | 33 pts                       |                              |
| 6è                           | Sepp Kuss                    | Jumbo-Visma                  | 33 pts                       |                              |
| 7è                           | Damiano Caruso               | Bahrain Victorious           | 30 pts                       |                              |
| 8è                           | Andreas Kron                 | Lotto Dstny                  | 28 pts                       |                              |
| 9è                           | Eduardo Sepúlveda            | Lotto Dstny                  | 23 pts                       |                              |
| 10è                          | Jesús Herrada López          | Cofidis                      | 22 pts                       |                              |

| Classificació del millor jove | Classificació del millor jove | Classificació del millor jove | Classificació del millor jove | Classificació del millor jove |
| Corredor                      | Corredor                      | Equip                         | Temps                         |                               |
| ----------------------------- | ----------------------------- | ----------------------------- | ----------------------------- | ----------------------------- |
| 1r                            | Juan Ayuso Pesquera           | UAE Team Emirates             | 76h 51' 46"                   |                               |
| 2n                            | Cian Uijtdebroeks             | Bora-Hansgrohe                | + 4' 48"                      |                               |
| 3r                            | João Almeida                  | UAE Team Emirates             | + 6' 43"                      |                               |
| 4t                            | Santiago Buitrago Sánchez     | Bahrain Victorious            | + 8' 26"                      |                               |
| 5è                            | Remco Evenepoel               | Soudal Quick-Step             | + 13' 19"                     |                               |
| 6è                            | Einer Rubio                   | Movistar Team                 | + 31' 34"                     |                               |
| 7è                            | Antonio Tiberi                | Bahrain Victorious            | + 46' 48"                     |                               |
| 8è                            | Attila Valter                 | Jumbo-Visma                   | + 1h 02' 17"                  |                               |
| 9è                            | Lenny Martinez                | Groupama-FDJ                  | + 1h 18' 16"                  |                               |
| 10è                           | Lennert Van Eetvelt           | Lotto Dstny                   | + 1h 45' 27"                  |                               |

| Classificació del millor jove | Classificació del millor jove | Classificació del millor jove | Classificació del millor jove | Classificació del millor jove |
| Corredor                      | Corredor                      | Equip                         | Temps                         |                               |
| ----------------------------- | ----------------------------- | ----------------------------- | ----------------------------- | ----------------------------- |
| 1r                            | Juan Ayuso Pesquera           | UAE Team Emirates             | 76h 51' 46"                   |                               |
| 2n                            | Cian Uijtdebroeks             | Bora-Hansgrohe                | + 4' 48"                      |                               |
| 3r                            | João Almeida                  | UAE Team Emirates             | + 6' 43"                      |                               |
| 4t                            | Santiago Buitrago Sánchez     | Bahrain Victorious            | + 8' 26"                      |                               |
| 5è                            | Remco Evenepoel               | Soudal Quick-Step             | + 13' 19"                     |                               |
| 6è                            | Einer Rubio                   | Movistar Team                 | + 31' 34"                     |                               |
| 7è                            | Antonio Tiberi                | Bahrain Victorious            | + 46' 48"                     |                               |
| 8è                            | Attila Valter                 | Jumbo-Visma                   | + 1h 02' 17"                  |                               |
| 9è                            | Lenny Martinez                | Groupama-FDJ                  | + 1h 18' 16"                  |                               |
| 10è                           | Lennert Van Eetvelt           | Lotto Dstny                   | + 1h 45' 27"                  |                               |

| Classificació per equips | Classificació per equips | Classificació per equips | Classificació per equips |
| Equip                    | Equip                    | Temps                    |                          |
| ------------------------ | ------------------------ | ------------------------ | ------------------------ |
| 1r                       | Jumbo-Visma              | 229h 42' 26"             |                          |
| 2n                       | Bahrain Victorious       | + 21' 09"                |                          |
| 3r                       | Bora-Hansgrohe           | + 33' 07"                |                          |
| 4t                       | UAE Team Emirates        | + 33' 53"                |                          |
| 5è                       | Movistar Team            | + 2h 17' 33"             |                          |
| 6è                       | Soudal Quick-Step        | + 3h 18' 40"             |                          |
| 7è                       | TotalEnergies            | + 3h 25' 29"             |                          |
| 8è                       | Groupama-FDJ             | + 3h 42' 37"             |                          |
| 9è                       | Lidl-Trek                | + 4h 00' 42"             |                          |
| 10è                      | Arkéa-Samsic             | + 4h 23' 49"             |                          |

| Classificació per equips | Classificació per equips | Classificació per equips | Classificació per equips |
| Equip                    | Equip                    | Temps                    |                          |
| ------------------------ | ------------------------ | ------------------------ | ------------------------ |
| 1r                       | Jumbo-Visma              | 229h 42' 26"             |                          |
| 2n                       | Bahrain Victorious       | + 21' 09"                |                          |
| 3r                       | Bora-Hansgrohe           | + 33' 07"                |                          |
| 4t                       | UAE Team Emirates        | + 33' 53"                |                          |
| 5è                       | Movistar Team            | + 2h 17' 33"             |                          |
| 6è                       | Soudal Quick-Step        | + 3h 18' 40"             |                          |
| 7è                       | TotalEnergies            | + 3h 25' 29"             |                          |
| 8è                       | Groupama-FDJ             | + 3h 42' 37"             |                          |
| 9è                       | Lidl-Trek                | + 4h 00' 42"             |                          |
| 10è                      | Arkéa-Samsic             | + 4h 23' 49"             |                          |

## Evolució de les classificacions
| Etapa | Vencedor              | Classificació general | Classificació per punts | Classificació de la muntanya | Classificació jove | Classificació per equips | Premi de la combativitat |
| ----- | --------------------- | --------------------- | ----------------------- | ---------------------------- | ------------------ | ------------------------ | ------------------------ |
| 1     | Team DSM–Firmenich    | Lorenzo Milesi        | no entregat             | no entregat                  | Lorenzo Milesi     | Team DSM–Firmenich       | no entregat              |
| 2     | Andreas Kron          | Andrea Piccolo        | Andreas Kron            | Matteo Sobrero               | Andrea Piccolo     | EF Education-EasyPost    | Javier Romo              |
| 3     | Remco Evenepoel       | Remco Evenepoel       | Andrea Vendrame         | Remco Evenepoel              | Remco Evenepoel    | Team Jumbo-Visma         | Damiano Caruso           |
| 4     | Kaden Groves          | Remco Evenepoel       | Kaden Groves            | Eduardo Sepúlveda            | Remco Evenepoel    | Team Jumbo-Visma         | Ander Okamika            |
| 5     | Kaden Groves          | Remco Evenepoel       | Kaden Groves            | Eduardo Sepúlveda            | Remco Evenepoel    | Team Jumbo-Visma         | Eric Fagúndez            |
| 6     | Sepp Kuss             | Lenny Martinez        | Kaden Groves            | Eduardo Sepúlveda            | Lenny Martinez     | Team Bahrain Victorious  | Mikel Landa              |
| 7     | Geoffrey Soupe        | Lenny Martinez        | Kaden Groves            | Eduardo Sepúlveda            | Lenny Martinez     | Team Bahrain Victorious  | Ander Okamika            |
| 8     | Primož Roglič         | Sepp Kuss             | Kaden Groves            | Eduardo Sepúlveda            | Lenny Martinez     | Team Jumbo-Visma         | Oier Lazkano             |
| 9     | Lennard Kämna         | Sepp Kuss             | Kaden Groves            | Eduardo Sepúlveda            | Lenny Martinez     | Team Jumbo-Visma         | Jon Barrenetxea          |
| 10    | Filippo Ganna         | Sepp Kuss             | Kaden Groves            | Eduardo Sepúlveda            | Remco Evenepoel    | Team Jumbo-Visma         | no entregat              |
| 11    | Jesús Herrada         | Sepp Kuss             | Kaden Groves            | Jesús Herrada                | Remco Evenepoel    | Team Jumbo-Visma         | José Manuel Díaz         |
| 12    | Juan Sebastián Molano | Sepp Kuss             | Kaden Groves            | Jesús Herrada                | Remco Evenepoel    | Team Jumbo-Visma         | Jetse Bol                |
| 13    | Jonas Vingegaard      | Sepp Kuss             | Kaden Groves            | Jonas Vingegaard             | Juan Ayuso         | Team Jumbo-Visma         | Michael Storer           |
| 14    | Remco Evenepoel       | Sepp Kuss             | Kaden Groves            | Remco Evenepoel              | Juan Ayuso         | Team Jumbo-Visma         | Remco Evenepoel          |
| 15    | Rui Costa             | Sepp Kuss             | Kaden Groves            | Remco Evenepoel              | Juan Ayuso         | Team Jumbo-Visma         | Remco Evenepoel          |
| 16    | Jonas Vingegaard      | Sepp Kuss             | Kaden Groves            | Remco Evenepoel              | Juan Ayuso         | Team Jumbo-Visma         | Joel Nicolau             |
| 17    | Primož Roglič         | Sepp Kuss             | Kaden Groves            | Remco Evenepoel              | Juan Ayuso         | Team Jumbo-Visma         | Remco Evenepoel          |
| 18    | Remco Evenepoel       | Sepp Kuss             | Kaden Groves            | Remco Evenepoel              | Juan Ayuso         | Team Jumbo-Visma         | Remco Evenepoel          |
| 19    | Alberto Dainese       | Sepp Kuss             | Kaden Groves            | Remco Evenepoel              | Juan Ayuso         | Team Jumbo-Visma         | Michal Schlegel          |
| 20    | Wout Poels            | Sepp Kuss             | Kaden Groves            | Remco Evenepoel              | Juan Ayuso         | Team Jumbo-Visma         | Pelayo Sánchez           |
| 21    | Kaden Groves          | Sepp Kuss             | Kaden Groves            | Remco Evenepoel              | Juan Ayuso         | Team Jumbo-Visma         | no entregat              |
| Final | Final                 | Sepp Kuss             | Kaden Groves            | Remco Evenepoel              | Juan Ayuso         | Team Jumbo-Visma         | Remco Evenepoel          |

1. 1 2  Tot i que els mallots foren entregats, durant la segona etapa, Romain Bardet portà el mallot verd i Sean Flynn el de punts blaus.
2. ↑  Durant la segona etapa, Max Poole, qui era segon en la classificació dels joves, portà el mallot blanc ja que Lorenzo Milesi portà el mallot vermell com a líder de la general.
3. ↑  Durant la tercera etapa, Javier Romo, el segon en la classificació dels joves, portà el mallot blanc ja que el primer classificat, Andrea Piccolo, portà el mallot vermell com a líder de la general.
4. 1 2  Durant la quarta etapa, Eduardo Sepúlveda, el segon en la classificació de muntanya, i Lenny Martinez, segon en la classificació dels joves, portaren el mallot blanc amb punts blaus i el mallot blanc, respectivament, ja que Remco Evenepoel, líder en les dues classificacions, portà el mallot vermell com a líder de la general.
5. ↑  Durant la cinquena etapa, Lenny Martinez, segon en la classificació de joves, portà el mallot blanc, ja que Remco Evenepoel portà el mallot vermell com a líder de la general.
6. ↑  Durant la sisena i setena etapa, Juan Ayuso, tercer en la classificació de joves, portà el mallot blanc, ja que Lenny Martinez portà el mallot vermell com a líder de la general i Remco Evenepoel, segon en la classificació de joves, portà el mallot de campió belga de ciclisme en ruta.

## Llista de participants
| Soudal Quick-Step SOQ                          | Soudal Quick-Step SOQ                | Soudal Quick-Step SOQ |
| ---------------------------------------------- | ------------------------------------ | --------------------- |
| Núm                                            | Ciclista                             | Pos                   |
| 1                                              | Remco Evenepoel (BEL) (ruta i crono) | 12è                   |
| 2                                              | Andrea Bagioli (ITA)                 | DNF-6                 |
| 3                                              | Mattia Cattaneo (ITA)                | 34è                   |
| 4                                              | Jan Hirt (CZE)                       | 59è                   |
| 5                                              | James Knox (GBR)                     | 65è                   |
| 6                                              | Casper Pedersen (DEN)                | 140è                  |
| 7                                              | Pieter Serry (BEL)                   | 96è                   |
| 8                                              | Louis Vervaeke (BEL)                 | 33è                   |
| Director esportiu: Klaas Lodewyck, Iljo Keisse |                                      |                       |

| UAE Team Emirates UAD                                           | UAE Team Emirates UAD            | UAE Team Emirates UAD |
| --------------------------------------------------------------- | -------------------------------- | --------------------- |
| Núm                                                             | Ciclista                         | Pos                   |
| 11                                                              | Juan Ayuso Pesquera (ESP)        | 4t                    |
| 12                                                              | João Almeida (POR) (crono)       | 9è                    |
| 13                                                              | Rui Oliveira (POR)               | 148è                  |
| 14                                                              | Finn Fisher-Black (NZL)          | 40è                   |
| 15                                                              | Sebastián Molano Benavides (COL) | 147è                  |
| 16                                                              | Domen Novak (SLO)                | 138è                  |
| 17                                                              | Marc Soler i Giménez (ESP)       | 14è                   |
| 18                                                              | Jay Vine (AUS) (crono)           | DNF-6                 |
| Director esportiu: Tomás Gil Martínez, Joxean Fernández "Matxín |                                  |                       |

| Jumbo-Visma TJV                           | Jumbo-Visma TJV                    | Jumbo-Visma TJV |
| ----------------------------------------- | ---------------------------------- | --------------- |
| Núm                                       | Ciclista                           | Pos             |
| 21                                        | Primož Roglič (SLO)                | 3r              |
| 22                                        | Robert Gesink (NED)                | 52è             |
| 23                                        | Wilco Kelderman (NED)              | 25è             |
| 24                                        | Sepp Kuss (USA)                    | 1r              |
| 25                                        | Jan Tratnik (SLO)                  | 38è             |
| 26                                        | Attila Valter (HUN) (ruta i crono) | 22è             |
| 27                                        | Dylan van Baarle (NED) (ruta)      | 88è             |
| 28                                        | Jonas Vingegaard (DEN)             | 2n              |
| Director esportiu: Marc Reef, Addy Engels |                                    |                 |

| Ineos Grenadiers IGD                                | Ineos Grenadiers IGD               | Ineos Grenadiers IGD |
| --------------------------------------------------- | ---------------------------------- | -------------------- |
| Núm                                                 | Ciclista                           | Pos                  |
| 31                                                  | Geraint Thomas (GBR)               | 31è                  |
| 32                                                  | Thymen Arensman (NED)              | DNF-7                |
| 33                                                  | Egan Bernal Gómez (COL)            | 55è                  |
| 34                                                  | Jonathan Castroviejo Nicolás (ESP) | 60è                  |
| 35                                                  | Laurens De Plus (BEL)              | DNF-1                |
| 36                                                  | Filippo Ganna (ITA) (crono)        | 104è                 |
| 37                                                  | Omar Fraile Matarranz (ESP)        | 115è                 |
| 38                                                  | Kim Heiduk (GER)                   | 139è                 |
| Director esportiu: Steven Cummings, Christian Knees |                                    |                      |

| Bahrain Victorious TBV                                   | Bahrain Victorious TBV          | Bahrain Victorious TBV |
| -------------------------------------------------------- | ------------------------------- | ---------------------- |
| Núm                                                      | Ciclista                        | Pos                    |
| 41                                                       | Santiago Buitrago Sánchez (COL) | 10è                    |
| 42                                                       | Damiano Caruso (ITA)            | 19è                    |
| 43                                                       | Matevž Govekar (SLO)            | 133è                   |
| 44                                                       | Kamil Gradek (POL)              | 130è                   |
| 45                                                       | Mikel Landa Meana (ESP)         | 5è                     |
| 46                                                       | Wout Poels (NED)                | 15è                    |
| 47                                                       | Jasha Sütterlin (GER)           | 71è                    |
| 48                                                       | Antonio Tiberi (ITA)            | 18è                    |
| Director esportiu: Neil Stephens, Xavier Florencio Cabré |                                 |                        |

| Lidl-Trek LTK                                       | Lidl-Trek LTK                | Lidl-Trek LTK |
| --------------------------------------------------- | ---------------------------- | ------------- |
| Núm                                                 | Ciclista                     | Pos           |
| 51                                                  | Juan Pedro López (ESP)       | 17è           |
| 52                                                  | Julien Bernard (FRA)         | 68è           |
| 53                                                  | Kenny Elissonde (FRA)        | 50è           |
| 54                                                  | Amanuel Gebrezgabihier (ERI) | 82è           |
| 55                                                  | Bauke Mollema (NED)          | 79è           |
| 56                                                  | Jacopo Mosca (ITA)           | 92è           |
| 57                                                  | Edward Theuns (BEL)          | 128è          |
| 58                                                  | Otto Vergaerde (BEL)         | 113è          |
| Director esportiu: Iaroslav Popòvitx, Adriano Baffi |                              |               |

| Groupama-FDJ GFC                                       | Groupama-FDJ GFC      | Groupama-FDJ GFC |
| ------------------------------------------------------ | --------------------- | ---------------- |
| Núm                                                    | Ciclista              | Pos              |
| 61                                                     | Rudy Molard (FRA)     | 29è              |
| 62                                                     | Lenny Martinez (FRA)  | 24è              |
| 63                                                     | Lewis Askey (GBR)     | 105è             |
| 64                                                     | Clément Davy (FRA)    | 135è             |
| 65                                                     | Lorenzo Germani (ITA) | 85è              |
| 66                                                     | Romain Grégoire (FRA) | 42è              |
| 67                                                     | Michael Storer (AUS)  | 45è              |
| 68                                                     | Samuel Watson (GBR)   | 123è             |
| Director esportiu: Benoît Vaugrenard, Frédéric Guesdon |                       |                  |

| Bora-Hansgrohe BOH                                         | Bora-Hansgrohe BOH            | Bora-Hansgrohe BOH |
| ---------------------------------------------------------- | ----------------------------- | ------------------ |
| Núm                                                        | Ciclista                      | Pos                |
| 71                                                         | Aleksandr Vlàssov             | 7è                 |
| 72                                                         | Nico Denz (GER)               | 97è                |
| 73                                                         | Emanuel Buchmann (GER) (ruta) | 20è                |
| 74                                                         | Sergio Higuita García (COL)   | 43è                |
| 75                                                         | Lennard Kämna (GER)           | 30è                |
| 76                                                         | Jonas Koch (GER)              | 93è                |
| 77                                                         | Cian Uijtdebroeks (BEL)       | 8è                 |
| 78                                                         | Ben Zwiehoff (GER)            | 35è                |
| Director esportiu: Jean-Pierre Heynderickx, Bernhard Eisel |                               |                    |

| Alpecin-Deceuninck ADC                                | Alpecin-Deceuninck ADC    | Alpecin-Deceuninck ADC |
| ----------------------------------------------------- | ------------------------- | ---------------------- |
| Núm                                                   | Ciclista                  | Pos                    |
| 81                                                    | Kaden Groves (AUS)        | 122è                   |
| 82                                                    | Maurice Ballerstedt (GER) | 143è                   |
| 83                                                    | Tobias Bayer (AUT)        | 141è                   |
| 84                                                    | Sam Gaze (NZL)            | DNF-8                  |
| 85                                                    | Robbe Ghys (BEL)          | NP-13                  |
| 86                                                    | Jimmy Janssens (BEL)      | 112è                   |
| 87                                                    | Jason Osborne (GER)       | 131è                   |
| 88                                                    | Edward Planckaert (BEL)   | 136è                   |
| Director esportiu: Preben Van Hecke, Frederik Willems |                           |                        |

| Lotto Dstny LTD                              | Lotto Dstny LTD           | Lotto Dstny LTD |
| -------------------------------------------- | ------------------------- | --------------- |
| Núm                                          | Ciclista                  | Pos             |
| 91                                           | Thomas De Gendt (BEL)     | 99è             |
| 92                                           | Jarrad Drizners (AUS)     | 145è            |
| 93                                           | Sébastien Grignard (BEL)  | 118è            |
| 94                                           | Andreas Kron (DEN)        | 67è             |
| 95                                           | Milan Menten (BEL)        | 142è            |
| 96                                           | Sylvain Moniquet (BEL)    | 94è             |
| 97                                           | Eduardo Sepúlveda (ARG)   | 102è            |
| 98                                           | Lennert Van Eetvelt (BEL) | 32è             |
| Director esportiu: Mario Aerts, Marc Wauters |                           |                 |

| EF Education-EasyPost EFE                                       | EF Education-EasyPost EFE             | EF Education-EasyPost EFE |
| --------------------------------------------------------------- | ------------------------------------- | ------------------------- |
| Núm                                                             | Ciclista                              | Pos                       |
| 101                                                             | Hugh Carthy (GBR)                     | 23è                       |
| 102                                                             | Stefan Bissegger (SUI) (crono)        | 117è                      |
| 103                                                             | Jonathan Caicedo Cepeda (ECU) (crono) | 47è                       |
| 104                                                             | Diego Camargo Pineda (COL)            | 84è                       |
| 105                                                             | Andrea Piccolo (ITA)                  | 69è                       |
| 106                                                             | Sean Quinn (USA)                      | 80è                       |
| 107                                                             | Marijn van den Berg (NED)             | 126è                      |
| 108                                                             | Julius van den Berg (NED)             | 120è                      |
| Director esportiu: Juan Manuel Gárate Cepa, Sebastian Langeveld |                                       |                           |

| AG2R Citroën Team ACT                              | AG2R Citroën Team ACT   | AG2R Citroën Team ACT |
| -------------------------------------------------- | ----------------------- | --------------------- |
| Núm                                                | Ciclista                | Pos                   |
| 111                                                | Mikaël Cherel (FRA)     | 56è                   |
| 112                                                | Geoffrey Bouchard (FRA) | DNF-17                |
| 113                                                | Dorian Godon (FRA)      | 51è                   |
| 114                                                | Paul Lapeira (FRA)      | 109è                  |
| 115                                                | Damien Touzé (FRA)      | NP-19                 |
| 116                                                | Andrea Vendrame (ITA)   | 95è                   |
| 117                                                | Lawrence Warbasse (USA) | 44è                   |
| 118                                                | Nicolas Prodhomme (FRA) | 27è                   |
| Director esportiu: Julien Jurdie, Stéphane Goubert |                         |                       |

| Team Jayco AlUla JAY                                  | Team Jayco AlUla JAY   | Team Jayco AlUla JAY |
| ----------------------------------------------------- | ---------------------- | -------------------- |
| Núm                                                   | Ciclista               | Pos                  |
| 121                                                   | Edward Dunbar (IRL)    | DNF-5                |
| 122                                                   | Felix Engelhardt (GER) | 70è                  |
| 123                                                   | Welay Berehe (ETH)     | NP-16                |
| 124                                                   | Michael Hepburn (AUS)  | DNF-6                |
| 125                                                   | Jan Maas (NED)         | 137è                 |
| 126                                                   | Callum Scotson (AUS)   | DNF-13               |
| 127                                                   | Matteo Sobrero (ITA)   | 86è                  |
| 128                                                   | Filippo Zana (ITA)     | DNF-5                |
| Director esportiu: Pieter Weening, Rafael Valls Ferri |                        |                      |

| Intermarché-Circus-Wanty ICW                          | Intermarché-Circus-Wanty ICW     | Intermarché-Circus-Wanty ICW |
| ----------------------------------------------------- | -------------------------------- | ---------------------------- |
| Núm                                                   | Ciclista                         | Pos                          |
| 131                                                   | Rui Alberto Faria da Costa (POR) | 41è                          |
| 132                                                   | Kobe Goossens (BEL)              | NP-5                         |
| 133                                                   | Rune Herregodts (BEL)            | DNF-16                       |
| 134                                                   | Julius Johansen (DEN)            | 98è                          |
| 135                                                   | Hugo Page (FRA)                  | 127è                         |
| 136                                                   | Rein Taaramäe (EST)              | DNF-14                       |
| 137                                                   | Simone Petilli (ITA)             | 58è                          |
| 138                                                   | Boy van Poppel (NED)             | 124è                         |
| Director esportiu: Pieter Vanspeybrouck, Valerio Piva |                                  |                              |

| Movistar Team MOV                                                   | Movistar Team MOV               | Movistar Team MOV |
| ------------------------------------------------------------------- | ------------------------------- | ----------------- |
| Núm                                                                 | Ciclista                        | Pos               |
| 141                                                                 | Enric Mas Nicolau (ESP)         | 6è                |
| 142                                                                 | Jorge Arcas (ESP)               | 87è               |
| 143                                                                 | Ruben Guerreiro (POR)           | NP-5              |
| 144                                                                 | Imanol Erviti Ollo (ESP)        | 78è               |
| 145                                                                 | Iván García Cortina (ESP)       | 72è               |
| 146                                                                 | Oier Lazkano López (ESP) (ruta) | 81è               |
| 147                                                                 | Nélson Oliveira (POR)           | 53è               |
| 148                                                                 | Einer Rubio (COL)               | 16è               |
| Director esportiu: José Vicente García Acosta, Pablo Lastras García |                                 |                   |

| Cofidis COF                                                               | Cofidis COF                   | Cofidis COF |
| ------------------------------------------------------------------------- | ----------------------------- | ----------- |
| Núm                                                                       | Ciclista                      | Pos         |
| 151                                                                       | Jesús Herrada López (ESP)     | 83è         |
| 152                                                                       | Davide Cimolai (ITA)          | 146è        |
| 153                                                                       | François Bidard (FRA)         | 125è        |
| 154                                                                       | André Carvalho (POR)          | 134è        |
| 155                                                                       | Bryan Coquard (FRA)           | NP-5        |
| 156                                                                       | Rubén Fernández Andújar (ESP) | 54è         |
| 157                                                                       | José Herrada López (ESP)      | 132è        |
| 158                                                                       | Rémy Rochas (FRA)             | 28è         |
| Director esportiu: Gorka Gerrikagoitia Arrien, Bingen Fernández Bustintza |                               |             |

| Team DSM-Firmenich DSM                               | Team DSM-Firmenich DSM | Team DSM-Firmenich DSM |
| ---------------------------------------------------- | ---------------------- | ---------------------- |
| Núm                                                  | Ciclista               | Pos                    |
| 161                                                  | Romain Bardet (FRA)    | 21è                    |
| 162                                                  | Romain Combaud (FRA)   | 119è                   |
| 163                                                  | Alberto Dainese (ITA)  | 144è                   |
| 164                                                  | Sean Flynn (GBR)       | 116è                   |
| 165                                                  | Chris Hamilton (AUS)   | 63è                    |
| 166                                                  | Lorenzo Milesi (ITA)   | DNF-6                  |
| 167                                                  | Oscar Onley (GBR)      | DNF-2                  |
| 168                                                  | Max Poole (GBR)        | 49è                    |
| Director esportiu: Philip West, Christian Guiberteau |                        |                        |

| Arkéa-Samsic ARK                                     | Arkéa-Samsic ARK                | Arkéa-Samsic ARK |
| ---------------------------------------------------- | ------------------------------- | ---------------- |
| Núm                                                  | Ciclista                        | Pos              |
| 171                                                  | Kévin Vauquelin (FRA)           | DNF-15           |
| 172                                                  | Élie Gesbert (FRA)              | 73è              |
| 173                                                  | Hugo Hofstetter (FRA)           | 111è             |
| 174                                                  | Mathis Le Berre (FRA)           | 90è              |
| 175                                                  | Kévin Ledanois (FRA)            | 103è             |
| 176                                                  | Łukasz Owsian (POL)             | 75è              |
| 177                                                  | Michel Ries (LUX)               | 66è              |
| 178                                                  | Cristián Rodríguez Martín (ESP) | 13è              |
| Director esportiu: Mickael Leveau, Sébastien Hinault |                                 |                  |

| TotalEnergies TEN                                     | TotalEnergies TEN      | TotalEnergies TEN |
| ----------------------------------------------------- | ---------------------- | ----------------- |
| Núm                                                   | Ciclista               | Pos               |
| 181                                                   | Steff Cras (BEL)       | 11è               |
| 182                                                   | Thomas Bonnet (FRA)    | DNF-16            |
| 183                                                   | Fabien Doubey (FRA)    | 36è               |
| 184                                                   | Alan Jousseaume (FRA)  | NP-13             |
| 185                                                   | Pierre Latour (FRA)    | DNF-8             |
| 186                                                   | Paul Ourselin (FRA)    | 26è               |
| 187                                                   | Geoffrey Soupe (FRA)   | 101è              |
| 188                                                   | Dries Van Gestel (BEL) | 107è              |
| Director esportiu: Lylian Lebreton, Dominique Arnould |                        |                   |

| Astana Qazaqstan Team AST                         | Astana Qazaqstan Team AST        | Astana Qazaqstan Team AST |
| ------------------------------------------------- | -------------------------------- | ------------------------- |
| Núm                                               | Ciclista                         | Pos                       |
| 191                                               | Samuele Battistella (ITA)        | 121è                      |
| 192                                               | David de la Cruz Melgarejo (ESP) | NP-16                     |
| 193                                               | Luis León Sánchez Gil (ESP)      | 61è                       |
| 194                                               | Javier Romo (ESP)                | NP-10                     |
| 195                                               | Joe Dombrowski (USA)             | 57è                       |
| 196                                               | Vadim Pronskiy (KAZ)             | 91è                       |
| 197                                               | Fabio Felline (ITA)              | 76è                       |
| 198                                               | Andrei Zeits (KAZ)               | 46è                       |
| Director esportiu: Mario Manzoni, Aleksandr Xefer |                                  |                           |

| Burgos-BH BBH                                        | Burgos-BH BBH                  | Burgos-BH BBH |
| ---------------------------------------------------- | ------------------------------ | ------------- |
| Núm                                                  | Ciclista                       | Pos           |
| 201                                                  | José Manuel Díaz Gallego (ESP) | 64è           |
| 202                                                  | Cyril Barthe (FRA)             | 108è          |
| 203                                                  | Jetse Bol (NED)                | 110è          |
| 204                                                  | Jesús Ezquerra (ESP)           | 89è           |
| 205                                                  | Eric Fagúndez (URU) (crono)    | 129è          |
| 206                                                  | Daniel Navarro García (ESP)    | 39è           |
| 207                                                  | Ander Okamika (ESP)            | 62è           |
| 208                                                  | Pelayo Sánchez Mayo (ESP)      | 37è           |
| Director esportiu: Rubén Pérez Moreno, Damien Garcia |                                |               |

| Caja Rural-Seguros RGA CJR                                       | Caja Rural-Seguros RGA CJR                 | Caja Rural-Seguros RGA CJR |
| ---------------------------------------------------------------- | ------------------------------------------ | -------------------------- |
| Núm                                                              | Ciclista                                   | Pos                        |
| 211                                                              | Orluis Aular Sanabria (VEN) (ruta i crono) | NP-13                      |
| 212                                                              | Abel Balderstone Roumens (ESP)             | 77è                        |
| 213                                                              | Fernando Barceló Aragón (ESP)              | 48è                        |
| 214                                                              | Jon Barrenetxea (ESP)                      | 74è                        |
| 215                                                              | Jefferson Cepeda (ECU)                     | NP-10                      |
| 216                                                              | David González López (ESP)                 | 106è                       |
| 217                                                              | Joel Nicolau Beltran (ESP)                 | 100è                       |
| 218                                                              | Michal Schlegel (CZE)                      | 114è                       |
| Director esportiu: José Miguel Fernández Reviejo, Rubén Martínez |                                            |                            |

| Soudal Quick-Step SOQ                          | Soudal Quick-Step SOQ                | Soudal Quick-Step SOQ |
| ---------------------------------------------- | ------------------------------------ | --------------------- |
| Núm                                            | Ciclista                             | Pos                   |
| 1                                              | Remco Evenepoel (BEL) (ruta i crono) | 12è                   |
| 2                                              | Andrea Bagioli (ITA)                 | DNF-6                 |
| 3                                              | Mattia Cattaneo (ITA)                | 34è                   |
| 4                                              | Jan Hirt (CZE)                       | 59è                   |
| 5                                              | James Knox (GBR)                     | 65è                   |
| 6                                              | Casper Pedersen (DEN)                | 140è                  |
| 7                                              | Pieter Serry (BEL)                   | 96è                   |
| 8                                              | Louis Vervaeke (BEL)                 | 33è                   |
| Director esportiu: Klaas Lodewyck, Iljo Keisse |                                      |                       |

| UAE Team Emirates UAD                                           | UAE Team Emirates UAD            | UAE Team Emirates UAD |
| --------------------------------------------------------------- | -------------------------------- | --------------------- |
| Núm                                                             | Ciclista                         | Pos                   |
| 11                                                              | Juan Ayuso Pesquera (ESP)        | 4t                    |
| 12                                                              | João Almeida (POR) (crono)       | 9è                    |
| 13                                                              | Rui Oliveira (POR)               | 148è                  |
| 14                                                              | Finn Fisher-Black (NZL)          | 40è                   |
| 15                                                              | Sebastián Molano Benavides (COL) | 147è                  |
| 16                                                              | Domen Novak (SLO)                | 138è                  |
| 17                                                              | Marc Soler i Giménez (ESP)       | 14è                   |
| 18                                                              | Jay Vine (AUS) (crono)           | DNF-6                 |
| Director esportiu: Tomás Gil Martínez, Joxean Fernández "Matxín |                                  |                       |

| Jumbo-Visma TJV                           | Jumbo-Visma TJV                    | Jumbo-Visma TJV |
| ----------------------------------------- | ---------------------------------- | --------------- |
| Núm                                       | Ciclista                           | Pos             |
| 21                                        | Primož Roglič (SLO)                | 3r              |
| 22                                        | Robert Gesink (NED)                | 52è             |
| 23                                        | Wilco Kelderman (NED)              | 25è             |
| 24                                        | Sepp Kuss (USA)                    | 1r              |
| 25                                        | Jan Tratnik (SLO)                  | 38è             |
| 26                                        | Attila Valter (HUN) (ruta i crono) | 22è             |
| 27                                        | Dylan van Baarle (NED) (ruta)      | 88è             |
| 28                                        | Jonas Vingegaard (DEN)             | 2n              |
| Director esportiu: Marc Reef, Addy Engels |                                    |                 |

| Ineos Grenadiers IGD                                | Ineos Grenadiers IGD               | Ineos Grenadiers IGD |
| --------------------------------------------------- | ---------------------------------- | -------------------- |
| Núm                                                 | Ciclista                           | Pos                  |
| 31                                                  | Geraint Thomas (GBR)               | 31è                  |
| 32                                                  | Thymen Arensman (NED)              | DNF-7                |
| 33                                                  | Egan Bernal Gómez (COL)            | 55è                  |
| 34                                                  | Jonathan Castroviejo Nicolás (ESP) | 60è                  |
| 35                                                  | Laurens De Plus (BEL)              | DNF-1                |
| 36                                                  | Filippo Ganna (ITA) (crono)        | 104è                 |
| 37                                                  | Omar Fraile Matarranz (ESP)        | 115è                 |
| 38                                                  | Kim Heiduk (GER)                   | 139è                 |
| Director esportiu: Steven Cummings, Christian Knees |                                    |                      |

| Bahrain Victorious TBV                                   | Bahrain Victorious TBV          | Bahrain Victorious TBV |
| -------------------------------------------------------- | ------------------------------- | ---------------------- |
| Núm                                                      | Ciclista                        | Pos                    |
| 41                                                       | Santiago Buitrago Sánchez (COL) | 10è                    |
| 42                                                       | Damiano Caruso (ITA)            | 19è                    |
| 43                                                       | Matevž Govekar (SLO)            | 133è                   |
| 44                                                       | Kamil Gradek (POL)              | 130è                   |
| 45                                                       | Mikel Landa Meana (ESP)         | 5è                     |
| 46                                                       | Wout Poels (NED)                | 15è                    |
| 47                                                       | Jasha Sütterlin (GER)           | 71è                    |
| 48                                                       | Antonio Tiberi (ITA)            | 18è                    |
| Director esportiu: Neil Stephens, Xavier Florencio Cabré |                                 |                        |

| Lidl-Trek LTK                                       | Lidl-Trek LTK                | Lidl-Trek LTK |
| --------------------------------------------------- | ---------------------------- | ------------- |
| Núm                                                 | Ciclista                     | Pos           |
| 51                                                  | Juan Pedro López (ESP)       | 17è           |
| 52                                                  | Julien Bernard (FRA)         | 68è           |
| 53                                                  | Kenny Elissonde (FRA)        | 50è           |
| 54                                                  | Amanuel Gebrezgabihier (ERI) | 82è           |
| 55                                                  | Bauke Mollema (NED)          | 79è           |
| 56                                                  | Jacopo Mosca (ITA)           | 92è           |
| 57                                                  | Edward Theuns (BEL)          | 128è          |
| 58                                                  | Otto Vergaerde (BEL)         | 113è          |
| Director esportiu: Iaroslav Popòvitx, Adriano Baffi |                              |               |

| Groupama-FDJ GFC                                       | Groupama-FDJ GFC      | Groupama-FDJ GFC |
| ------------------------------------------------------ | --------------------- | ---------------- |
| Núm                                                    | Ciclista              | Pos              |
| 61                                                     | Rudy Molard (FRA)     | 29è              |
| 62                                                     | Lenny Martinez (FRA)  | 24è              |
| 63                                                     | Lewis Askey (GBR)     | 105è             |
| 64                                                     | Clément Davy (FRA)    | 135è             |
| 65                                                     | Lorenzo Germani (ITA) | 85è              |
| 66                                                     | Romain Grégoire (FRA) | 42è              |
| 67                                                     | Michael Storer (AUS)  | 45è              |
| 68                                                     | Samuel Watson (GBR)   | 123è             |
| Director esportiu: Benoît Vaugrenard, Frédéric Guesdon |                       |                  |

| Bora-Hansgrohe BOH                                         | Bora-Hansgrohe BOH            | Bora-Hansgrohe BOH |
| ---------------------------------------------------------- | ----------------------------- | ------------------ |
| Núm                                                        | Ciclista                      | Pos                |
| 71                                                         | Aleksandr Vlàssov             | 7è                 |
| 72                                                         | Nico Denz (GER)               | 97è                |
| 73                                                         | Emanuel Buchmann (GER) (ruta) | 20è                |
| 74                                                         | Sergio Higuita García (COL)   | 43è                |
| 75                                                         | Lennard Kämna (GER)           | 30è                |
| 76                                                         | Jonas Koch (GER)              | 93è                |
| 77                                                         | Cian Uijtdebroeks (BEL)       | 8è                 |
| 78                                                         | Ben Zwiehoff (GER)            | 35è                |
| Director esportiu: Jean-Pierre Heynderickx, Bernhard Eisel |                               |                    |

| Alpecin-Deceuninck ADC                                | Alpecin-Deceuninck ADC    | Alpecin-Deceuninck ADC |
| ----------------------------------------------------- | ------------------------- | ---------------------- |
| Núm                                                   | Ciclista                  | Pos                    |
| 81                                                    | Kaden Groves (AUS)        | 122è                   |
| 82                                                    | Maurice Ballerstedt (GER) | 143è                   |
| 83                                                    | Tobias Bayer (AUT)        | 141è                   |
| 84                                                    | Sam Gaze (NZL)            | DNF-8                  |
| 85                                                    | Robbe Ghys (BEL)          | NP-13                  |
| 86                                                    | Jimmy Janssens (BEL)      | 112è                   |
| 87                                                    | Jason Osborne (GER)       | 131è                   |
| 88                                                    | Edward Planckaert (BEL)   | 136è                   |
| Director esportiu: Preben Van Hecke, Frederik Willems |                           |                        |

| Lotto Dstny LTD                              | Lotto Dstny LTD           | Lotto Dstny LTD |
| -------------------------------------------- | ------------------------- | --------------- |
| Núm                                          | Ciclista                  | Pos             |
| 91                                           | Thomas De Gendt (BEL)     | 99è             |
| 92                                           | Jarrad Drizners (AUS)     | 145è            |
| 93                                           | Sébastien Grignard (BEL)  | 118è            |
| 94                                           | Andreas Kron (DEN)        | 67è             |
| 95                                           | Milan Menten (BEL)        | 142è            |
| 96                                           | Sylvain Moniquet (BEL)    | 94è             |
| 97                                           | Eduardo Sepúlveda (ARG)   | 102è            |
| 98                                           | Lennert Van Eetvelt (BEL) | 32è             |
| Director esportiu: Mario Aerts, Marc Wauters |                           |                 |

| EF Education-EasyPost EFE                                       | EF Education-EasyPost EFE             | EF Education-EasyPost EFE |
| --------------------------------------------------------------- | ------------------------------------- | ------------------------- |
| Núm                                                             | Ciclista                              | Pos                       |
| 101                                                             | Hugh Carthy (GBR)                     | 23è                       |
| 102                                                             | Stefan Bissegger (SUI) (crono)        | 117è                      |
| 103                                                             | Jonathan Caicedo Cepeda (ECU) (crono) | 47è                       |
| 104                                                             | Diego Camargo Pineda (COL)            | 84è                       |
| 105                                                             | Andrea Piccolo (ITA)                  | 69è                       |
| 106                                                             | Sean Quinn (USA)                      | 80è                       |
| 107                                                             | Marijn van den Berg (NED)             | 126è                      |
| 108                                                             | Julius van den Berg (NED)             | 120è                      |
| Director esportiu: Juan Manuel Gárate Cepa, Sebastian Langeveld |                                       |                           |

| AG2R Citroën Team ACT                              | AG2R Citroën Team ACT   | AG2R Citroën Team ACT |
| -------------------------------------------------- | ----------------------- | --------------------- |
| Núm                                                | Ciclista                | Pos                   |
| 111                                                | Mikaël Cherel (FRA)     | 56è                   |
| 112                                                | Geoffrey Bouchard (FRA) | DNF-17                |
| 113                                                | Dorian Godon (FRA)      | 51è                   |
| 114                                                | Paul Lapeira (FRA)      | 109è                  |
| 115                                                | Damien Touzé (FRA)      | NP-19                 |
| 116                                                | Andrea Vendrame (ITA)   | 95è                   |
| 117                                                | Lawrence Warbasse (USA) | 44è                   |
| 118                                                | Nicolas Prodhomme (FRA) | 27è                   |
| Director esportiu: Julien Jurdie, Stéphane Goubert |                         |                       |

| Team Jayco AlUla JAY                                  | Team Jayco AlUla JAY   | Team Jayco AlUla JAY |
| ----------------------------------------------------- | ---------------------- | -------------------- |
| Núm                                                   | Ciclista               | Pos                  |
| 121                                                   | Edward Dunbar (IRL)    | DNF-5                |
| 122                                                   | Felix Engelhardt (GER) | 70è                  |
| 123                                                   | Welay Berehe (ETH)     | NP-16                |
| 124                                                   | Michael Hepburn (AUS)  | DNF-6                |
| 125                                                   | Jan Maas (NED)         | 137è                 |
| 126                                                   | Callum Scotson (AUS)   | DNF-13               |
| 127                                                   | Matteo Sobrero (ITA)   | 86è                  |
| 128                                                   | Filippo Zana (ITA)     | DNF-5                |
| Director esportiu: Pieter Weening, Rafael Valls Ferri |                        |                      |

| Intermarché-Circus-Wanty ICW                          | Intermarché-Circus-Wanty ICW     | Intermarché-Circus-Wanty ICW |
| ----------------------------------------------------- | -------------------------------- | ---------------------------- |
| Núm                                                   | Ciclista                         | Pos                          |
| 131                                                   | Rui Alberto Faria da Costa (POR) | 41è                          |
| 132                                                   | Kobe Goossens (BEL)              | NP-5                         |
| 133                                                   | Rune Herregodts (BEL)            | DNF-16                       |
| 134                                                   | Julius Johansen (DEN)            | 98è                          |
| 135                                                   | Hugo Page (FRA)                  | 127è                         |
| 136                                                   | Rein Taaramäe (EST)              | DNF-14                       |
| 137                                                   | Simone Petilli (ITA)             | 58è                          |
| 138                                                   | Boy van Poppel (NED)             | 124è                         |
| Director esportiu: Pieter Vanspeybrouck, Valerio Piva |                                  |                              |

| Movistar Team MOV                                                   | Movistar Team MOV               | Movistar Team MOV |
| ------------------------------------------------------------------- | ------------------------------- | ----------------- |
| Núm                                                                 | Ciclista                        | Pos               |
| 141                                                                 | Enric Mas Nicolau (ESP)         | 6è                |
| 142                                                                 | Jorge Arcas (ESP)               | 87è               |
| 143                                                                 | Ruben Guerreiro (POR)           | NP-5              |
| 144                                                                 | Imanol Erviti Ollo (ESP)        | 78è               |
| 145                                                                 | Iván García Cortina (ESP)       | 72è               |
| 146                                                                 | Oier Lazkano López (ESP) (ruta) | 81è               |
| 147                                                                 | Nélson Oliveira (POR)           | 53è               |
| 148                                                                 | Einer Rubio (COL)               | 16è               |
| Director esportiu: José Vicente García Acosta, Pablo Lastras García |                                 |                   |

| Cofidis COF                                                               | Cofidis COF                   | Cofidis COF |
| ------------------------------------------------------------------------- | ----------------------------- | ----------- |
| Núm                                                                       | Ciclista                      | Pos         |
| 151                                                                       | Jesús Herrada López (ESP)     | 83è         |
| 152                                                                       | Davide Cimolai (ITA)          | 146è        |
| 153                                                                       | François Bidard (FRA)         | 125è        |
| 154                                                                       | André Carvalho (POR)          | 134è        |
| 155                                                                       | Bryan Coquard (FRA)           | NP-5        |
| 156                                                                       | Rubén Fernández Andújar (ESP) | 54è         |
| 157                                                                       | José Herrada López (ESP)      | 132è        |
| 158                                                                       | Rémy Rochas (FRA)             | 28è         |
| Director esportiu: Gorka Gerrikagoitia Arrien, Bingen Fernández Bustintza |                               |             |

| Team DSM-Firmenich DSM                               | Team DSM-Firmenich DSM | Team DSM-Firmenich DSM |
| ---------------------------------------------------- | ---------------------- | ---------------------- |
| Núm                                                  | Ciclista               | Pos                    |
| 161                                                  | Romain Bardet (FRA)    | 21è                    |
| 162                                                  | Romain Combaud (FRA)   | 119è                   |
| 163                                                  | Alberto Dainese (ITA)  | 144è                   |
| 164                                                  | Sean Flynn (GBR)       | 116è                   |
| 165                                                  | Chris Hamilton (AUS)   | 63è                    |
| 166                                                  | Lorenzo Milesi (ITA)   | DNF-6                  |
| 167                                                  | Oscar Onley (GBR)      | DNF-2                  |
| 168                                                  | Max Poole (GBR)        | 49è                    |
| Director esportiu: Philip West, Christian Guiberteau |                        |                        |

| Arkéa-Samsic ARK                                     | Arkéa-Samsic ARK                | Arkéa-Samsic ARK |
| ---------------------------------------------------- | ------------------------------- | ---------------- |
| Núm                                                  | Ciclista                        | Pos              |
| 171                                                  | Kévin Vauquelin (FRA)           | DNF-15           |
| 172                                                  | Élie Gesbert (FRA)              | 73è              |
| 173                                                  | Hugo Hofstetter (FRA)           | 111è             |
| 174                                                  | Mathis Le Berre (FRA)           | 90è              |
| 175                                                  | Kévin Ledanois (FRA)            | 103è             |
| 176                                                  | Łukasz Owsian (POL)             | 75è              |
| 177                                                  | Michel Ries (LUX)               | 66è              |
| 178                                                  | Cristián Rodríguez Martín (ESP) | 13è              |
| Director esportiu: Mickael Leveau, Sébastien Hinault |                                 |                  |

| TotalEnergies TEN                                     | TotalEnergies TEN      | TotalEnergies TEN |
| ----------------------------------------------------- | ---------------------- | ----------------- |
| Núm                                                   | Ciclista               | Pos               |
| 181                                                   | Steff Cras (BEL)       | 11è               |
| 182                                                   | Thomas Bonnet (FRA)    | DNF-16            |
| 183                                                   | Fabien Doubey (FRA)    | 36è               |
| 184                                                   | Alan Jousseaume (FRA)  | NP-13             |
| 185                                                   | Pierre Latour (FRA)    | DNF-8             |
| 186                                                   | Paul Ourselin (FRA)    | 26è               |
| 187                                                   | Geoffrey Soupe (FRA)   | 101è              |
| 188                                                   | Dries Van Gestel (BEL) | 107è              |
| Director esportiu: Lylian Lebreton, Dominique Arnould |                        |                   |

| Astana Qazaqstan Team AST                         | Astana Qazaqstan Team AST        | Astana Qazaqstan Team AST |
| ------------------------------------------------- | -------------------------------- | ------------------------- |
| Núm                                               | Ciclista                         | Pos                       |
| 191                                               | Samuele Battistella (ITA)        | 121è                      |
| 192                                               | David de la Cruz Melgarejo (ESP) | NP-16                     |
| 193                                               | Luis León Sánchez Gil (ESP)      | 61è                       |
| 194                                               | Javier Romo (ESP)                | NP-10                     |
| 195                                               | Joe Dombrowski (USA)             | 57è                       |
| 196                                               | Vadim Pronskiy (KAZ)             | 91è                       |
| 197                                               | Fabio Felline (ITA)              | 76è                       |
| 198                                               | Andrei Zeits (KAZ)               | 46è                       |
| Director esportiu: Mario Manzoni, Aleksandr Xefer |                                  |                           |

| Burgos-BH BBH                                        | Burgos-BH BBH                  | Burgos-BH BBH |
| ---------------------------------------------------- | ------------------------------ | ------------- |
| Núm                                                  | Ciclista                       | Pos           |
| 201                                                  | José Manuel Díaz Gallego (ESP) | 64è           |
| 202                                                  | Cyril Barthe (FRA)             | 108è          |
| 203                                                  | Jetse Bol (NED)                | 110è          |
| 204                                                  | Jesús Ezquerra (ESP)           | 89è           |
| 205                                                  | Eric Fagúndez (URU) (crono)    | 129è          |
| 206                                                  | Daniel Navarro García (ESP)    | 39è           |
| 207                                                  | Ander Okamika (ESP)            | 62è           |
| 208                                                  | Pelayo Sánchez Mayo (ESP)      | 37è           |
| Director esportiu: Rubén Pérez Moreno, Damien Garcia |                                |               |

| Caja Rural-Seguros RGA CJR                                       | Caja Rural-Seguros RGA CJR                 | Caja Rural-Seguros RGA CJR |
| ---------------------------------------------------------------- | ------------------------------------------ | -------------------------- |
| Núm                                                              | Ciclista                                   | Pos                        |
| 211                                                              | Orluis Aular Sanabria (VEN) (ruta i crono) | NP-13                      |
| 212                                                              | Abel Balderstone Roumens (ESP)             | 77è                        |
| 213                                                              | Fernando Barceló Aragón (ESP)              | 48è                        |
| 214                                                              | Jon Barrenetxea (ESP)                      | 74è                        |
| 215                                                              | Jefferson Cepeda (ECU)                     | NP-10                      |
| 216                                                              | David González López (ESP)                 | 106è                       |
| 217                                                              | Joel Nicolau Beltran (ESP)                 | 100è                       |
| 218                                                              | Michal Schlegel (CZE)                      | 114è                       |
| Director esportiu: José Miguel Fernández Reviejo, Rubén Martínez |                                            |                            |